# Ehekonsens
Nach c. 1057, n. 2 des Kirchenrechts der römisch-katholischen Kirche ist der Ehekonsens ein Willensakt, durch den Mann und Frau sich in einem unwiderruflichen Bund gegenseitig schenken und annehmen, um eine Ehe zu gründen. Die Ehe kommt dann zustande, wenn der Konsens zwischen rechtlich dazu befähigten Personen in rechtmäßiger Weise kundgetan wird. Dieser Konsens kann durch keine menschliche Macht ersetzt werden.

## Inhalt des Konsenses
Damit ein gültiger Ehekonsens zustande kommt, muss der Wille der Ehepartner von seinem Inhalt her auf die durch Naturrecht und kanonisches Recht bestimmte Ehe gerichtet sein. Somit dürfen weder die Wesenseigenschaften noch die Wesenselemente der Ehe durch positiven Willensakt ausgeschlossen werden. Zu den Wesenseigenschaften der Ehe gehören die Einheit, die Unauflöslichkeit und die Sakramentalität der Ehe (c. 1056 CIC/1983). Wesenselemente sind das Wohl der Ehegatten, die Zeugung von Nachkommenschaft und deren Erziehung (c. 1055, n. 1 CIC/1983). Auch eine vorab vereinbarte Begrenzung der Kinderzahl kann den Ehekonsens in Frage stellen. Der Konsens ist Wirkursache der Ehe (causa efficiens) und nicht nur unerlässliche Bedingung (conditio sine qua non); damit hängt die Ehe ihrem Wesen nach von einem gültigen Konsens ab. Im kanonischen Recht gilt demnach der Grundsatz: Consensus facit matrimonium.

## Konsensmangel
Liegt ein Konsensmangel bei der kirchlichen Trauung vor, verhindert dieser wie ein Ehehindernis oder ein Formmangel das Zustandekommen einer gültigen Ehe (siehe auch Ehenichtigkeit).
Das Eherecht der katholischen Kirche unterscheidet:
Psychische Eheunfähigkeit (im Gegensatz zu den objektiven Ehehindernissen)
1. Eheschließungsunfähigkeit
  - mangelnder Vernunftgebrauch (defectus usus rationis, can. 1095 n. 1 CIC/can. 818 n. 1 CCEO; vgl. can. 99 CIC/can. 909 § 3 CCEO)
  - mangelndes Urteilsvermögen (defectus discretionis iudicii, can. 1095 n. 2 CIC/can. 818 n. 2 CCEO)
2. Eheführungsunfähigkeit
  - psychische Unfähigkeit zur Übernahme wesentlicher Pflichten der Ehe (incapacitas assumendi obligationes matrimonii essentiales ob causas naturae psychicae, can. 1095 n. 3 CIC/can. 818 n. 3 CCEO)

Willensmängel
1. Unkenntnis/Irrtum
  - fehlendes Mindestwissen über die Ehe (ignorantia naturae matrimonii, can. 1096 CIC/can. 819 CCEO)
  - willensbestimmender Irrtum über Einpaarigkeit/Unauflöslichkeit/sakramentale Würde (error determinans voluntatem circa matrimonii unitatem/indissolubilitatem/sacramentalem dignitatem, can. 1099 CIC/can. 822 CCEO)
  - Irrtum über die Person des Partners (Identitätsirrtum, error in persona, can. 1097 § 1 CIC/can. 820 § 1 CCEO)
  - Irrtum über eine Eigenschaft des Partners (Eigenschaftsirrtum, error in qualitate personae, can. 1097 § 2 CIC/can. 820 § 2 CCEO)
  - arglistige Täuschung (dolus, can. 1098 CIC/can. 821 CCEO)
2. Abweichende Absicht
  - Vorbehalt gegen die Ehe als solche (Totalsimulation, simulatio totalis, can. 1101 § 2 CIC/can. 824 § 2 CCEO)
  - Vorbehalt gegen ein Wesenselement oder eine Wesenseigenschaft (Partialsimulation, simulatio partialis, can. 1101 § 2 CIC/can. 824 § 2 CCEO)
    - Vorbehalt gegen die Eigenschaft der Unauflöslichkeit (exclusio indissolubilitatis bzw. boni sacramenti, can. 1056 CIC/can. 776 § 3 CCEO)
    - Vorbehalt gegen die eheliche Treue (exclusio boni fidei) bzw. die Eigenschaft der Einpaarigkeit (unitatis, can. 1056 CIC/can. 776 § 3 CCEO)
    - Vorbehalt gegen Nachkommenschaft (exclusio boni prolis, can. 1055 CIC/can. 776 § 1 CCEO); wird teilweise auch als Vorbehalt gegen die Rechtsgleichheit gesehen (exclusio aequorum officiorum et iurum, can. 1135 CIC/can. 777 CCEO)
    - Vorbehalt gegen das Gattenwohl (exclusio boni coniugum, can. 1055 CIC/can. 776 § 1 CCEO)
    - Vorbehalt gegen die sakramentale Würde (exclusio sacramentalis dignitatis, can. 1055 CIC/can. 776 § 2 CCEO)

  - Bedingung (condicio, can. 1102 CIC/can. 826 CCEO)
3. Unfreiheit
  - Zwang oder Furcht (vis vel metus, can. 1103 CIC/can. 825 CCEO)